# Sirac, Gers
Sirac är en kommun i departementet Gers i regionen Occitanien i sydvästra Frankrike. Kommunen ligger i kantonen Cologne som tillhör arrondissementet Auch. År 2022 hade Sirac 162 invånare.

## Befolkningsutveckling
Antalet invånare i kommunen Sirac
Referens:INSEE